# Leo Gburek
Leo Gburek (* 18. April 1910 in Bismarckhütte; † 17. Januar 1941 bei den Shetlandinseln) war ein deutscher Geophysiker und Mitglied der Deutschen Antarktischen Expedition 1938/39.

## Leben

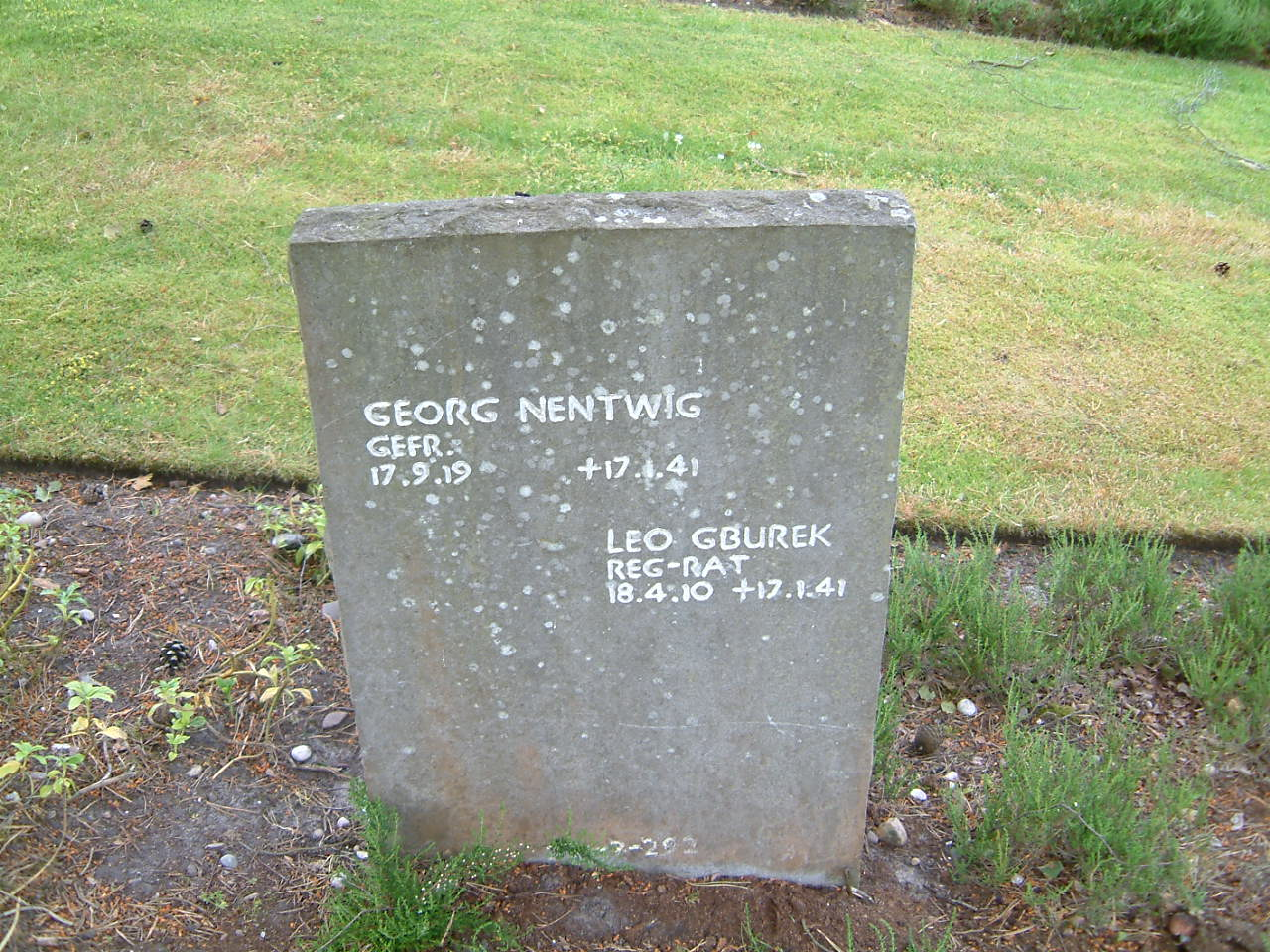
Die Gräber von Georg Nentwig (1919–1941) und Leo Gburek (1910–1941), Deutscher Soldatenfriedhof Cannock Chase, Staffordshire, England (Block 3, Reihe 10, Gräber 291 und 292)

Leo Gburek besuchte die Volksschule und die Oberrealschule in Beuthen. Im Jahre 1929 begann er ein Studium der Geophysik an der Universität Leipzig. In den Sommermonaten der Jahre 1937 und 1938 nahm er an Expeditionen nach Spitzbergen teil, wo er geomagnetische Vermessungen vornahm. Dort begegnete er Ernst Herrmann, der 1938/39 Teilnehmer der dritten deutschen Antarktisexpedition unter der Leitung von Alfred Ritscher wurde. Aufgrund seiner Polarerfahrung wurde Gburek im Oktober 1938 ebenfalls als Teilnehmer dieser Expedition ausgewählt. Seine Aufgaben umfassten erdmagnetische Messungen auf dem antarktischen Kontinent sowie während der Hin- und Rückreise Kernzählungen und Strahlungsmessungen mit einem von Franz Linke zur Verfügung gestellten Aktinometer. Eine aus dem Inlandeis herausragende Gruppe von Nunataks  wurde von der Expeditionsleitung Gburekspitzen genannt.
Bei Beginn des Zweiten Weltkriegs wurde Gburek einberufen und diente als Wetterbeobachter bei der Luftwaffe in Wekusta 1./Ob.d.L. Am 17. Januar 1941 wurde sein Flugzeug bei einem Erkundungsflug über den Shetlandinseln abgeschossen. Er wurde am 20. Januar 1941 auf dem Friedhof von Fair Isle beigesetzt und später auf die Deutschen Kriegsgräberstätte Cannock Chase, Staffordshire, England, umgebettet.

## Schriften
- Geophysikalischer Arbeitsbericht. In: Vorbericht über die Deutsche Antarktische Expedition 1938/39. Annalen der Hydrographie und Maritimen Meteorologie VIII (1939), Beiheft, S. 21–23.
- Erdmagnetische Messungen, Eisuntersuchungen, Strahlungsmessungen und Kernzählungen. In: A. Ritscher (Hrsg.) Deutsche Antarktische Expedition 1938/39. Wissenschaftliche und fliegerische Ergebnisse. Band 2, Mundus, Hamburg 1954–1958, S. 97–100.